# Kuso Miso Technique
Kuso Miso Technique (くそみそテクニック Kuso Miso Tekunikku?, lit. Técnica de la sopa de mierda) es un manga bara one-shot escrito e ilustrado por Junichi Yamakawa. Se publicó por primera vez en 1987 en Bara-Komi, un suplemento de manga de la revista gay Barazoku.
La historia corta es un meme famoso en Internet (especialmente en los foros japoneses). Se considera en gran medida el trabajo representativo de Yamakawa y responsable de la revitalización de la popularidad de su manga.
Una adaptación animada en formato OVA fue lanzada el 1 de abril de 2024 por 	Anime Tokyo.

## Etimología
Algunos traducen el título como «Técnica de la sopa de mierda». «Kuso» (くそ?) significa «basura», aunque la palabra se usa a menudo simplemente como interjección. El miso es en realidad un tipo de condimento que se usa en la sopa de miso.
Kuso Miso significa en sentido figurado «lío, confusión», un estado en el que no se puede distinguir entre la pasta de miso marrón y las heces.

## Argumento
Masaki Michishita, un «hombre típico» inscrito en la escuela preparatoria, se dirige corriendo al baño de un parque cuando ve a un hombre vestido de mecánico sentado en un banco cercano. El hombre, Takakazu Abe, a continuación, abre la cremallera de su traje y expone su pene, insinuando con su mirada a Masaki, «¿Por qué no lo hacemos?» (やらないか yaranai ka?). Por lo que proceden al baño para tener relaciones sexuales.
Cuando Abe le hace una felación a Michishita, este último no puede sostener su vejiga y accidentalmente orina en la boca de Abe. Abe sugiere que Michishita vacíe su vejiga en él durante el sexo anal, y Michishita lo hace. Cuando le toca a Michishita estar en el extremo receptor, defeca en el pene de Abe, para consternación de Abe y la vergüenza de un hombre de mediana edad que pasa por allí, que escuchó su conversación: «Pero nunca se sabe, podría ser divertido hacerlo cubierto de mierda».

## Personajes
Masaki Michishita (道下 正樹 Michishita Masaki?)
Un estudiante de secundaria sin experiencia sexual previa con hombres, aunque a menudo fantasea con ellos. Se siente fuertemente atraído por Takakazu Abe a primera vista, lo que lo llevó a pensar: «¡Guau! ¡Que chico tan guapo!» (ウホッ! いい男… Uho! Ii otoko...?).
Takakazu Abe (阿部 高和 Abe Takakazu?)
Un mecánico de automóviles. En la historia, se sienta provocativamente en un banco del parque en busca de sexo. Está bien dotado y es un compañero sexual experimentado.

## Impacto
El interés en este manga fuera de los círculos de arte homoerótico provocó su continuada fama más de diez años después de su primera publicación, ya que fue publicada ilegalmente en Ayashii World en 2002. Allí, el manga ganó algo de interés por su representación surrealista de los hombres gay y su historia cursi.
En marzo de 2003, las páginas del manga se publicaron en Futaba Channel, lo que provocó el llamado «Yamajun boom» de interés en las obras de Junichi Yamakawa. Al mismo tiempo, el arte Shift_JIS del manga producido en 2channel también contribuyó al boom. Desde entonces, líneas del manga como «uho! Ii otoko» y «yaranai ka» se conocieron como el «idioma Yamajun», que se convirtió en jerga popular en Internet. En foros y tableros de imágenes japoneses, así como en círculos homosexuales, la interjección «uho!», junto con otras líneas de su manga, a menudo se toma en un contexto homoerótico por la razón anterior. La propia «Yaranai ka» ocupó el puesto 16 en el «Net Slang of the Year» de 2007 en Japón. El arte de la parodia del manga, generalmente logrado mediante el photoshopping de las expresiones orgásmicas de los personajes en otras imágenes, a menudo se ve en varios tableros de imágenes. De manera similar, Takakazu Abe hace varios ha hecho cameos de alivio cómico (sin nombre) en el manga hentai Alignment You! You!, diciendo su famosa frase en la mayoría de ellos. El manga también fue mencionado en la serie de anime Joshiraku de 2012.
Un tema musical («Yaranaika») también se ha atribuido a Takakazu Abe, usando letras homoeróticas para la melodía de «Balalaika», una canción del miembro Koharu Kusumi de Morning Musume. Yuichiro Nagashima, el cosplayer de kickboxer, una vez entró al ring con el pene del mismo nombre de Abe con la canción de parodia como música de fondo. La canción sigue siendo popular en sitios de videos como Nico Nico Douga, donde se ha integrado en uno de los popurrís más populares del sitio.
En 2009, en una encuesta que preguntaba a sus encuestados «¿qué manga crees que es el más interesante?» en un grupo de 6000, Kuso Miso Technique quedó en el puesto 11, superando a mangas populares como Gintama y Detective Conan.
El fabricante de pornografía japonés Moodyz lanzó una adaptación de acción en vivo en 2012, describiéndola como un trabajo de colaboración con Junichi Yamakawa y un «pináculo del futanari anal». Las estrellas porno femeninas fueron elegidas como los personajes Takakazu Abe (Reiko Sawamura) y Masaki Michishita (Uta Kohaku), a pesar de que los personajes se refieren a sí mismos como hombres en el video para adultos.
En 2014, la editorial estadounidense de manga Digital Manga Publishing creó una broma de April Fools en la que afirmaban que su sello pornográfico Project-H lanzaría Kuso Miso Technique en inglés.